# Filmy zgłoszone do rywalizacji o 36. rozdanie Oscara w kategorii filmu nieanglojęzycznego
W rywalizacji o statuetkę w 36. rozdaniu Oskara dla filmu nieanglojęzycznego (produkcje z 1963) udział wzięło 14  filmów. Nominacjami zostały wyróżnione tytuły z Polski, Japonii, Włoch, Hiszpanii i Grecji. 
Po raz pierwszy swoje filmy w konkursie zaprezentowały Polska i Związek Socjalistycznych Republik Radzieckich. 
Oskara zdobył film produkcji włoskiej 8½ w reżyserii Federico Felliniego. Nagroda została wręczona podczas uroczystej ceremonii w poniedziałek 13 kwietnia 1964 w Santa Monica Civic Auditorium. 

## Lista filmów zgłoszonych do rywalizacji o 36. rozdanie Oscara w kategorii filmu nieanglojęzycznego
| Zgłaszające państwo | Tytuł użyty w nominacji | Tytuł oryginalny        | Tytuł polski         | Języki            | Reżyser                 | Rezultat       |
| ------------------- | ----------------------- | ----------------------- | -------------------- | ----------------- | ----------------------- | -------------- |
| Francja             | Le Feu Follet           | Le Feu Follet           | Błędny ognik         | francuski         | Louis Malle             | Brak nominacji |
| Grecja              | The Red Lanterns        | Τα κόκκινα φανάρια      | Czerwone latarnie    | grecki            | Wasilis Georgiadis      | Nominacja      |
| Hiszpania           | Los Tarantos            | Los Tarantos            | Rodzina Tarantos     | hiszpański        | Francisco Rovira Beleta | Nominacja      |
| Holandia            | Like Two Drops of Water | Als twee druppels water | Jak dwie krople wody | holenderski       | Fons Rademakers         | Brak nominacji |
| Hongkong            | The Love Eterne         | 梁山伯与祝英台          | Miłość bez końca     | mandaryński       | Li Han-hsiang           | Brak nominacji |
| Indie               | The Metropolis          | মহানগর                   | Wielkie miasto       | bengalski         | Satyajit Ray            | Brak nominacji |
| Japonia             | Twin Sisters of Kyoto   | 古都                    | Bliźniaczki z Kioto  | japoński          | Noboru Nakamura         | Nominacja      |
| Jugosławia          | Kozara                  | Козара                  |                      | serbsko-chorwacki | Veljko Bulajić          | Brak nominacji |
| Meksyk              | The Paper Man           | El hombre de papel      |                      | hiszpański        | Ismael Rodríguez        | Brak nominacji |
| Pakistan            | The Veil                | Ghunghat                |                      | urdu              | Khurshid Anwar          | Brak nominacji |
| Polska              | Knife in the Water      | Nóż w wodzie            |                      | polski            | Roman Polański          | Nominacja      |
| Szwecja             | The Silence             | Tystnaden               | Milczenie            | szwedzki          | Ingmar Bergman          | Brak nominacji |
| Włochy              | 8½                      | 8½                      |                      | włoski            | Federico Fellini        | Wygrana        |
| ZSRR                | My Name is Ivan         | Иваново детство         | Dziecko wojny        | rosyjski          | Andriej Tarkowski       | Brak nominacji |